# Olympianus
Olympianus († 198) war elf Jahre lang Bischof von Byzantion; seine Amtszeit wird auf die Jahre 187–198 datiert.
Während seiner Amtszeit wurde die Stadt, die sich im zweiten Vierkaiserjahr auf die Seite des Pescennius Niger gestellt hatte, von dessen siegreichem Rivalen Septimius Severus im Jahre 196 ihrer Freiheiten beraubt und der Provinz Thrakien zugeschlagen. 
Nachfolger des Olympianus wurde Marcus I.